# Вільям Джордан (веслувальник)
Вільям Джордан (англ. William Jordan, 25 червня 1898 — 13 липня 1968) — американський академічний веслувальник.
Олімпійський чемпіон 1920 року в складі вісімки.